# Nicolae Manea
Nicolae Manea (n. 11 martie 1954, București, România – d. 15 decembrie 2014, București, România) a fost un jucător și antrenor de fotbal român. În cariera de jucător, a evoluat pe postul de atacant, legându-și numele de Rapid București unde a jucat timp de 19 sezoane. Cu echipa bucureșteană a câștigat în 1975 Cupa României. La începutul anului 2014 a fost diagnosticat cu cancer hepatic, decedând pe data de 15 decembrie, în același an, la București, în același loc în care s-a născut.

## Biografie
Nicolae Manea s-a născut în București , pe data de 11 martie 1954. A avut porecla de Mutu în copilărie deoarece de fiecare dată când îl faultau coechipierii pe teren el nu spunea nimic.
La începutul anului 2014 a fost diagnosticat cu cancer hepatic, decedând pe data de 15 decembrie, în același an, la București, în același loc în care s-a născut. S-a alăturat Rapidului București la vârsta de 12 ani și a jucat acolo profesionist din 1973 până în 1980 și din nou din 1981 până în 1987. A avut o scurtă perioadă la Steaua București în 1980 și și-a încheiat cariera jucând pentru Gloria Bistrița la sfârșitul anilor 80.El a marcat ambele goluri ale Rapidului în victoria cu 2–1 împotriva Universității Craiova în finala Cupei României din 1975 .
S-a făcut o carte despre el numită Zâmbetul legendei.

## Caracteristici tehnice

### Jucător
A jucat aproape toată cariera ca atacant , deși îi plăcea să joace și ca mijlocaș ofensiv , îi plăcea să înscrie , să depășească jucătorii prin viteza sa de invidiat și să plaseze șuturile în partea superioară a plasei . A înscris peste 60 de goluri în 239 de meciuri.
Era foarte înzestrat în jocul cu mingea, datorită acestei înzestrări , Nicolae Manea a rămas în inima oamneilor ca un jucător de excepție și o legendă pentru Fc Rapid București unde și-a petrecut 20 de ani din postura de jucător și antrenor.

## Rapid București
Nicolae Manea și-a început cariera în echipa de tineret a Rapidului București și în 1973 a trecut la prima echipă. Pe 16 martie 1974 a debutat în Divizia A. La sfârșitul sezonului, echipa a retrogradat, dar a reușit să revină în sezonul următor. Totodată, în 1975, a câștigat Cupa României la fotbal . În finala cu Universitatea Craiova , Manea a marcat de două ori și a adus echipei sale o victorie de 2:1.
După revenirea în elită, echipa lui Manea a retrogradat din nou la finalul sezonului 1976/77. Cu toate acestea, Rapid a reușit din nou să revină în prima divizie. În 1980, s-a mutat la o altă echipă metropolitană, Steaua . Acolo, însă, nu și-a putut lua un punct de sprijin și un an mai târziu a revenit la Rapid. În sezonul 1982/83 a câștigat Divizia B cu clubul său și a fost promovat în Divizia A. În anii următori și-a schimbat și rolurile, trecând la mijlocul terenului. Deși a jucat regulat pentru club, performanța sa a scăzut considerabil.

## Gloria Bistrița
În vara anului 1987, Manea a părăsit Rapidul și s-a mutat la Gloria Bistrița din Divizia B. După trei sezoane în 1990, Gloria a urcat în sfârșit în prima divizie. Echipa a terminat sezonul 1990/91 pe locul cinci, dar Manea a intrat rar pe teren și-a încheiat cariera în vara lui 1991.

### Antrenor

#### Club
Din 1989 a început să fie secund la Gloria Bistrița.
După încheierea carierei sale de jucător, Manea a lucrat ca antrenor de fotbal. După patru ani în calitate de antrenor principal al Unirei Dej în Divizia B, în vara anului 1996, a preluat conducerea Bihorului în Divizia C. A părăsit clubul la începutul lui aprilie 1997 pentru a-i urma în funcția de antrenor al Rapidului București lui Ion Dumitru , care jucase de moment în ligile mari. A încheiat sezonul 1996/97 la mijlocul clasamentului și a pierdut postul în fața lui Mircea Lucescu.
În vara lui 1998, Manea l-a înlocuit pe Mircea Nedelka ca antrenor al lui Ceahlăul . A fost concediat la începutul lunii noiembrie 1998, după opt meciuri fără victorie, și a fost înlocuit de Viorel Hizo. În martie 1999, a condus din nou Rapid București și a contribuit la victoria în campionatul României. Când clubul a rămas în urma lui Dinamo București , Manea a fost demis și înlocuit din nou de Mircea Lucescu, care a câștigat campionatul în 1999.
Din 2002 până în 2005, Manea a antrenat echipa de tineret a României , pe care a încercat să o aducă la Campionatul European . În septembrie 2005, l-a succedat lui Gheorghe Multescu în funcția de antrenor al clubului din Divizia B Brașov . Până la sfârșitul anului a fost înlocuit de Cornel Țălnar.
La sfârșitul lunii octombrie 2009, Manea a preluat pentru a treia oară conducerea Rapidului București, în locul lui Viorel Hizo. În martie 2010, a părăsit din nou clubu. În octombrie 2009 a fost instalat în funcția de antrenor principal la Rapid pe care a condus-o până în martie 2010, când, odată cu venirea lui Ioan Andone pe banca tehnică, a preluat funcția de vicepreședinte. A mai ocupat la Rapid posturile de secretar general (2007), director tehnic, administrator delegat sau director general adjunct al clubului (2008). În octombrie 2010, l-a succedat lui Laurențiu Reghecampf în funcția de antrenor al Gloria Bistrița, alături de care a retrogradat din prima ligă la finalul sezonului 2010/11. Totuși, el, alături de echipa sa, a reușit să revină în elită. La finalul sezonului 2012/13, clubul a retrogradat însă din nou. Manea a părăsit Gloria și a devenit antrenorul principal al Corona Brașov. Atât la Gloria Bistrița, cât și la Corona Brașov, Manea a suferit înfrângeri în meciurile cu Concordia Chiajna. Cu toate acestea, a fost demis după ce a început sezonul 2013/14 cu un singur punct în șase meciuri. În decembrie 2013 devine președinte al clubului Rapid București, în același an în care clubul retrogradează în Liga a II-a.

### Națională
Nicolae Manea a jucat un meci pentru România când antrenorul Ștefan Kovács l-a folosit într-un amical care s-a încheiat cu 2–2 împotriva Iranului pe data de2 iulie 1976 , disputat pe Stadionul Azadi din Teheran cu o asistență mare de suporteri.

## Statistici

### Club
| Perioada    | Echipa           | Poziția ocupată | Meciuri jucate | Goluri |
| ----------- | ---------------- | --------------- | -------------- | ------ |
| 1967 - 1973 | Rapid București  | Juniorat        |                |        |
| 1973 - 1974 | Rapid București  | 16 - Divizia A  | 14             | 3      |
| 1974 - 1975 | Rapid București  | 1- Divizia B    | 30             | 11     |
| 1975 - 1976 | Rapid București  | 14- Divizia A   | 32             | 10     |
| 1976 - 1977 | Rapid București  | 16- Divizia A   | 32             | 8      |
| 1977 - 1978 | Rapid București  | 4- Divizia B    |                | 13     |
| 1978 - 1979 | Rapid București  | 6- Divizia B    |                | 9      |
| 1979 - 1980 | Rapid București  | 2- Divizia B    |                | 10     |
| 1980 - 1981 | Steaua București | 4- Divizia A    | 9              | 1      |
| 1980 - 1981 | Rapid București  | 3- Divizia B    |                | 5      |
| 1981 - 1982 | Rapid București  | 2- Divizia B    |                | 7      |
| 1982 - 1983 | Rapid București  | 1- Divizia B    |                | 15     |
| 1983 - 1984 | Rapid București  | 13- Divizia A   | 31             | 6      |
| 1984 - 1985 | Rapid București  | 11- Divizia A   | 24             | 5      |
| 1985 - 1986 | Rapid București  | 8- Divizia A    | 28             | 3      |
| 1986 - 1987 | Rapid București  | 14- Divizia A   | 30             | 3      |
| 1987 - 1988 | Gloria Bistrița  | 2- Divizia B    | 34             | 14     |
| 1988 - 1989 | Gloria Bistrița  | 4- Divizia B    | 27             | 11     |
| 1989 - 1990 | Gloria Bistrița  | 1- Divizia B    |                | 14     |
| 1990 - 1991 | Gloria Bistrița  | 5- Divizia A    | 9              | 3      |

### Națională
| #  | Data         | stadion                          | adversar | Rezultat | Competiție |
| -- | ------------ | -------------------------------- | -------- | -------- | ---------- |
| 1. | 2 iulie 1976 | Stadionul Azadi , Teheran , Iran | Iranul   | 2–2      | Amical     |

## Palmares

### Jucător

#### Club

##### Competiții naționale
- Divizia Secunda (3)

Rapid București: 1974–75, 1982–83
Gloria Bistrița: 1989–90
- Cupa României (1)

Rapid București: 1974–75

### Antrenor

#### Club

##### Competiții naționale
- Campionatul Romaniei : 1

Rapid București : 1998–1999 (secund)